# Tau5 Eridani
Título a ser usado para criar uma ligação interna é Tau5 Eridani.
Tau5 Eridani (19 Eridani) é uma estrela na direção da constelação de Eridanus. Possui uma ascensão reta de 03h 33m 47.25s e uma declinação de −21° 37′ 58.1″. Sua magnitude aparente é igual a 4.26. Considerando sua distância de 296 anos-luz em relação à Terra, sua magnitude absoluta é igual a −0.53. Pertence à classe espectral B9V.